# Rokkasho
Rokkasho (jap. 六ヶ所村 Rokkasho-mura) – wieś w Japonii, na wyspie Honsiu, w prefekturze Aomori. Według danych na rok 2020 miejscowość zamieszkiwało 10 367 mieszkańców , a gęstość zaludnienia wyniosła 41 os./km².